# Andreas Danielsson

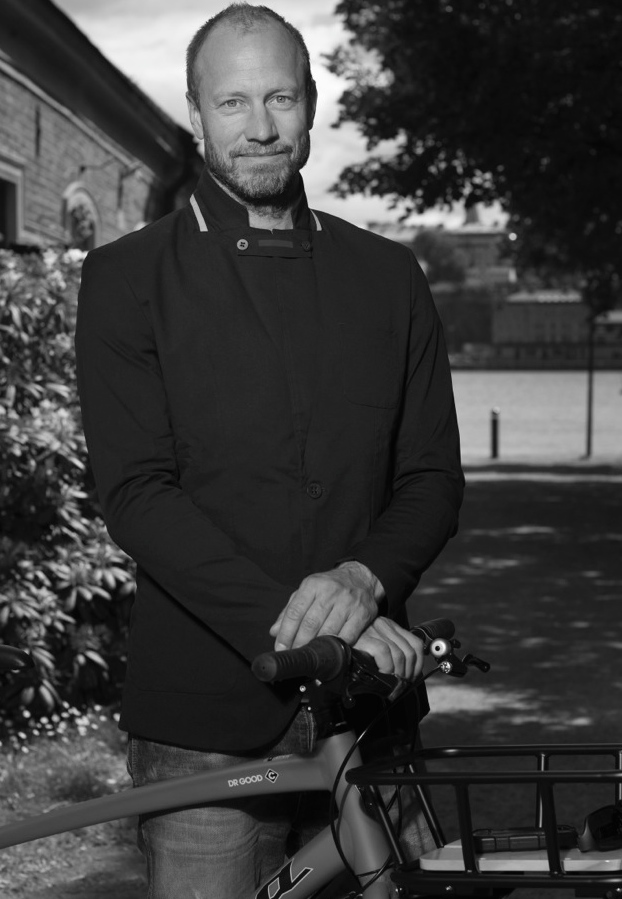
Andreas Danielsson.

Andreas Danielsson, född 1973 i Falun, är en svensk före detta tävlingscyklist, numera bosatt på Tranholmen i Stockholm.

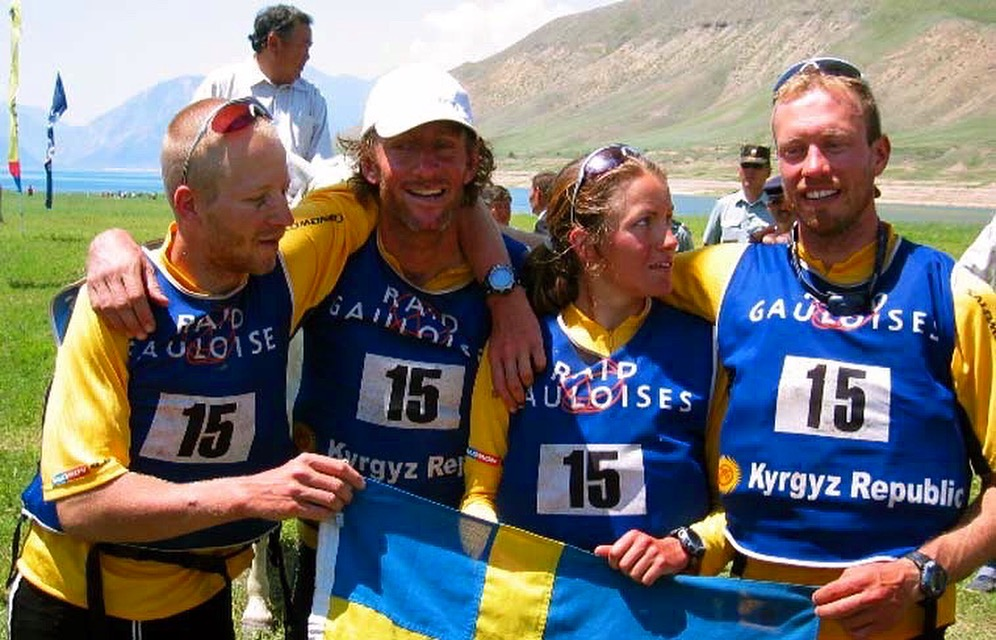
Målgång, Raid Gauloises 2003

## Karriär
Danielsson cyklade aktivt till 1998 varav fem år i landslaget. Han vann totalt 75 tävlingar under sin karriär i både landsvägscykel och mountainbike och nådde som bäst en åttonde plats i världscupen (1993).  Samma år blev han nordisk mästare i downhill. Danielsson hade även världsrekord i speedbike (Väggen, Hundfjället) med 153,8 km / tim 1994. Det rekordet slogs kort därpå av Bengt Jönsson. Idag innehålls världsrekordet av Eric Barone. Åren 1994-1996 tävlade Danielsson för amerikanska Parkpre Factory Racing tillsammans med bland annat Tommy Johanson från Älvsjö. Danielsson gjorde sin sista säsong 1998, då tävlande för italienska landsvägslaget Casini Vellutex.
År 2000 återkom Danielsson i tävlingssammanhang med svenska multisportlaget Human Link. Laget nådde som bäst en andra plats i den sju dagar långa nonstop tävlingen Raid Gauloises i Kirgizistan 2003. Efter totalt 97 mil fördelat på cykling, löpning, ridning, paddling och rafting slutade Human Link två timmar efter amerikanska Montrail. Human Link slutade även trea på världscupen i Skottland 2003, femma på VM i Schweiz 2001 och femma på Eco Challenge, Nya Zeeland 2002. 

## Yrke
Danielsson har arbetat som förbundskapten för MTB-landslaget över ett antal EM, VM & OS och coachat bland annat Fredrik Kessiakoff som blev första svensk att vinna en världscuptävling i den olympiska disciplinen Crosscountry (XCO). Alexandra Engen och Emil Lindgren är två andra aktiva som Danielsson jobbat med, som båda tagit medaljer på EM och VM. Danielsson driver tillsammans med Lasse Strand Sweden Mountainbike som bland annat initierat CykelVasan och varumärket Velopark. År 2000 startade Danielsson MountainbikeGuiden med Roberto Vacchi och Lasse Strand. 2003 konverterades den till Cykeltidningen Kadens. Efter tio år under eget namn påbörjades ett samarbete med Rodale Publishing i USA och då bytte tidningen namn till Bicycling där Danielsson arbetade som chefredaktör till 2017. Numera (2025) arbetar Andreas uteslutande med projektering, design och anläggande av cykelbanor och parker inom Sweden Mountainbike. 

## Musik

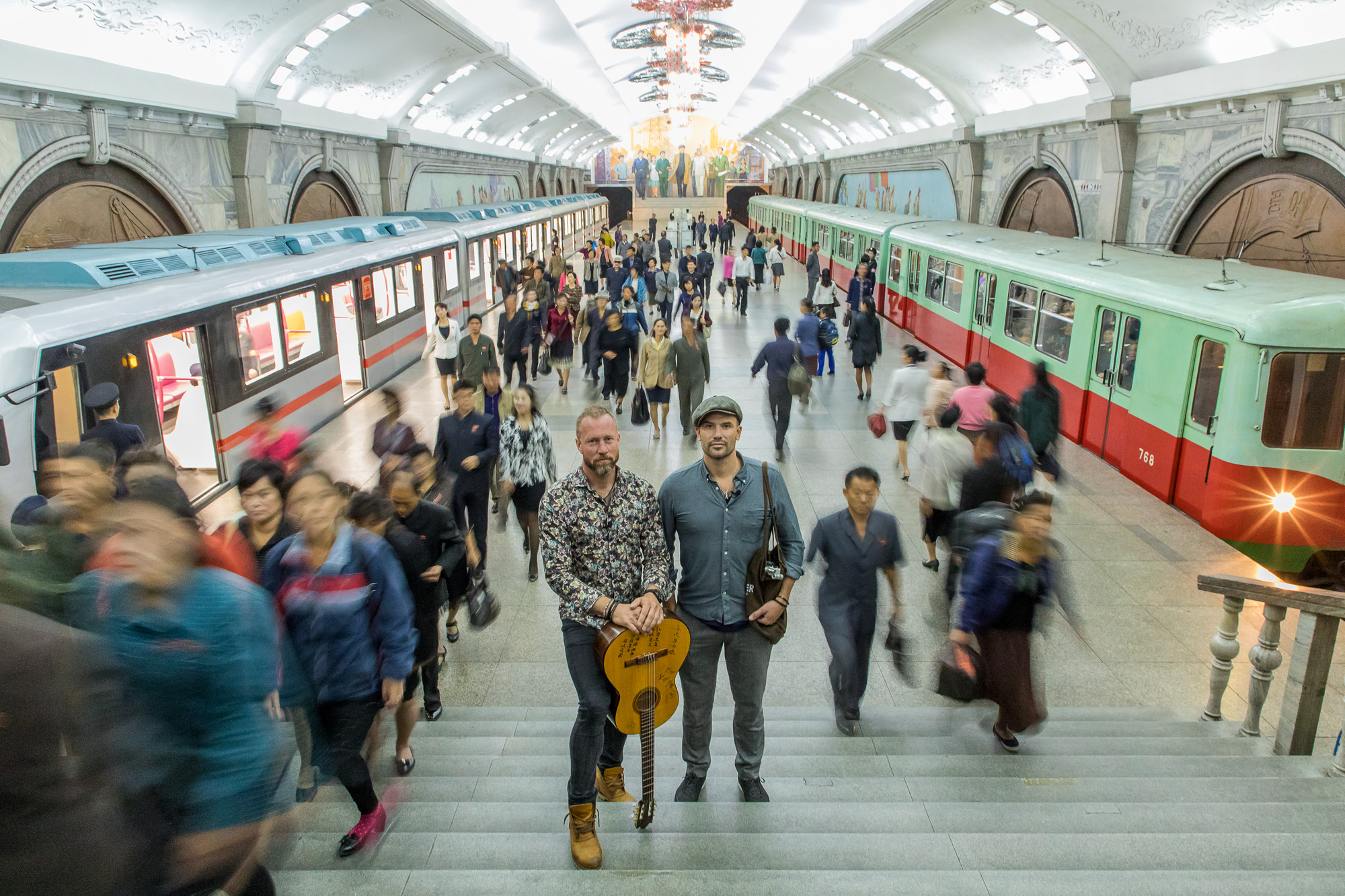
Andreas Danielsson, Martin Stenmarck, Pyongyang tunnelbana, Nordkorea.

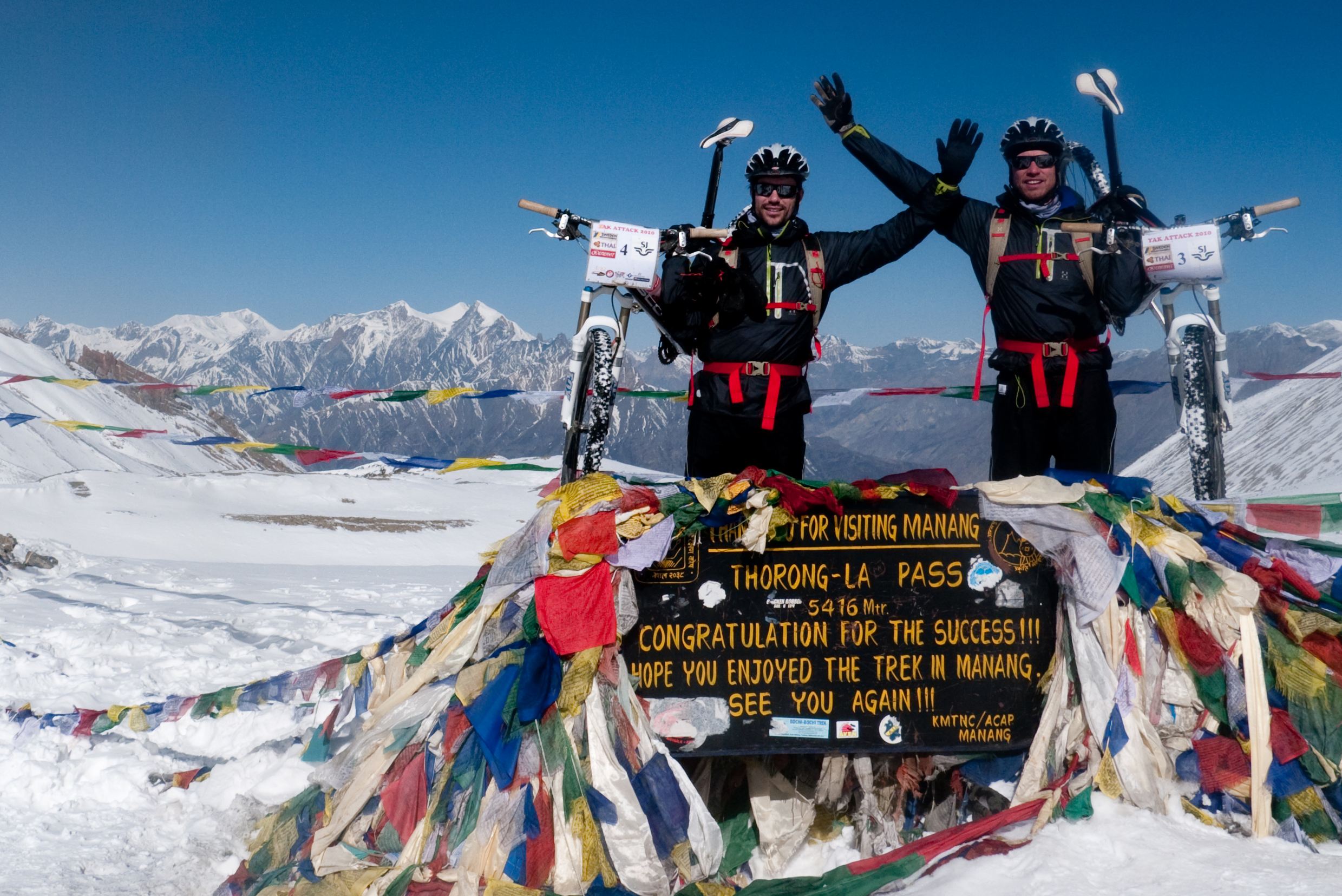
Martin Stenmarck och Andreas Danielsson, längs Annapurna Circuit i Himalaya under de tio dagar långa etapploppet Yak Attack.

År 2010 gjorde Danielsson en uppmärksammad tävlingsstart i det tio dagar långa etapploppet på mountainbike Yak Attack i Nepal tillsammans med Martin Stenmarck. Tävlingen som går längs Annapurna Circuit är drygt 460 km lång och passerar som högst 5416 meters höjd över havet. Resan som dokumenterades blev senare en produktion (film, musik, magasin) under namnet Kaffe på Everest som sålde platina. Materialet till produktionen skrevs av Martin och Andreas under den månadslånga resan som började i Peking och slutade på Mount Everest. År 2018 genomförde Martin och Andreas ett nytt projekt i Nordkorea, då tillsammans med journalisten Niclas Sjögren och fotografen Felix Oppenheim. Tillsammans tog de sig tillsammans med lokala guider igenom delar av landet på cykel, med gitarrer, under tio dagar. Resan påbörjades i skidorten Masikryong och avslutades på gränsen mot Sydkorea i den demilitariserade zonen. Danielsson, som spelat gitarr sedan unga år, producerade tidigare Harmonic Passion tillsammans med Thomas Larsson. Den instrumentala skivan som främst lanserades i USA och Asien blev också toppnoterad av japanska Burrn.   

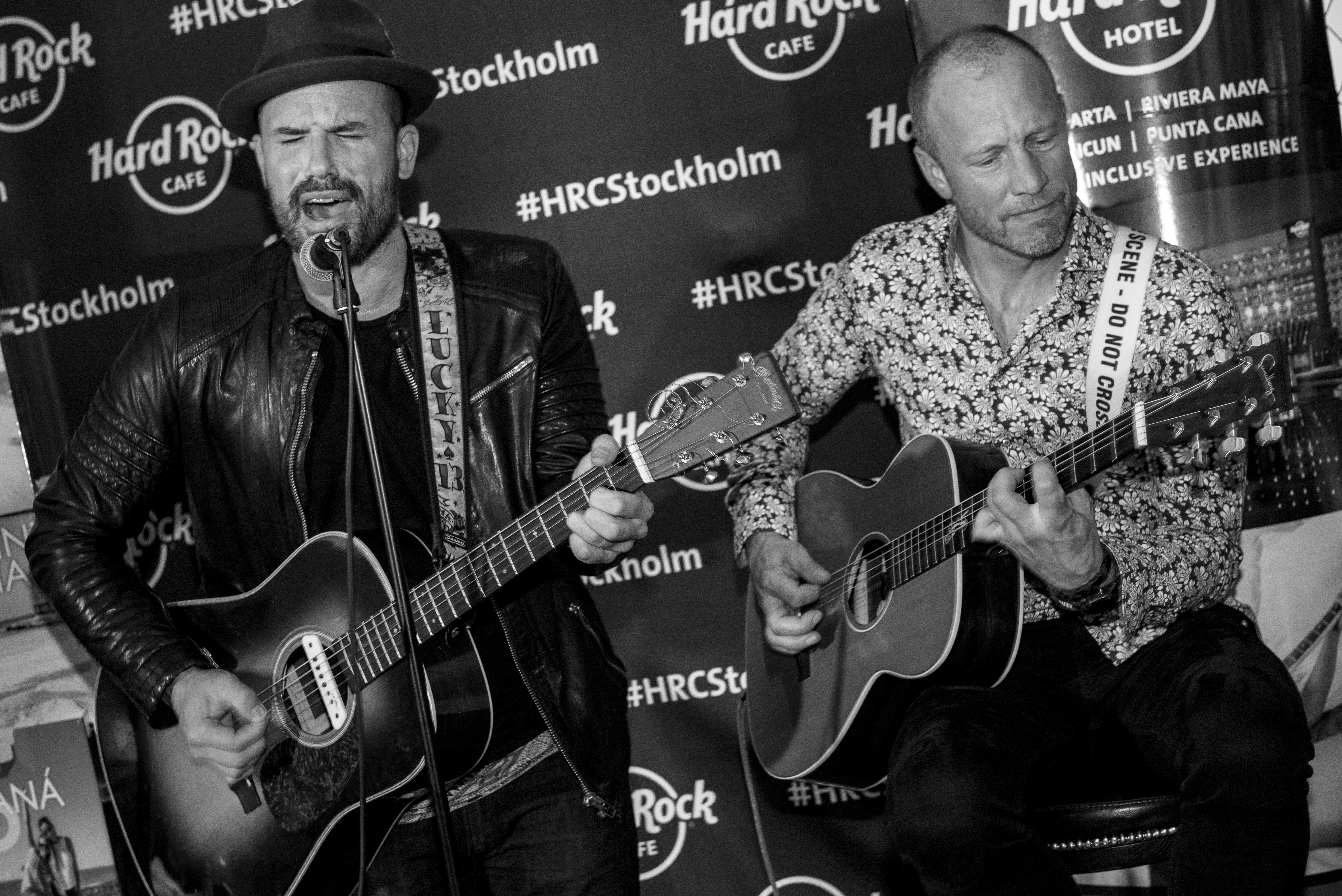
Hardrock Café - Martin Stenmarck, Andreas Danielsson

## Innovation
År 1996 byggde Danielsson världens första spurtergometer tillsammans med Monark. Ergometercykeln, som använts på LIVI (Lugnets Idrottsvetenskapliga Institut), kunde lutas i sidled för att simulera en riktig spurtsituation och effekten mättes med hjälp av trådtöjningsgivare i vevarmarna. 2008 utvecklade Danielsson i samarbete med KTH, en cykelsimulator under namnet Härmapan. Syftet var att samla data och rörliga bilder från en bana som senare kunde tränas i hemmamiljö. Till skillnad från övriga träningshjälpmedel kan Härmapan lutas upp till +- 20 grader för att även simulera den korrekta positionen vid backar. Cykelsimulatorn byggdes i första hand som träningshjälp för cyklisterna inför OS 2008 i Peking. Danielsson har jobbat åt Sveriges Olympiska Kommitté med teknikutveckling. Bland de projekt Andreas ligger bakom märks tydligast tempohjälmen "POC Tempor" och ”MagicFive” skorna som utvecklats i samarbete med Semcon och främst använts av OS-silvermedaljören Gustav Larsson. Andreas har även utvecklat varumärket Velopark som tillverkar modulbaserade lösningar för cykelparker. Velopark tillverkas i Sverige, på underreden av svenskt stål och åkyta i svensk tätvuxen fura.     

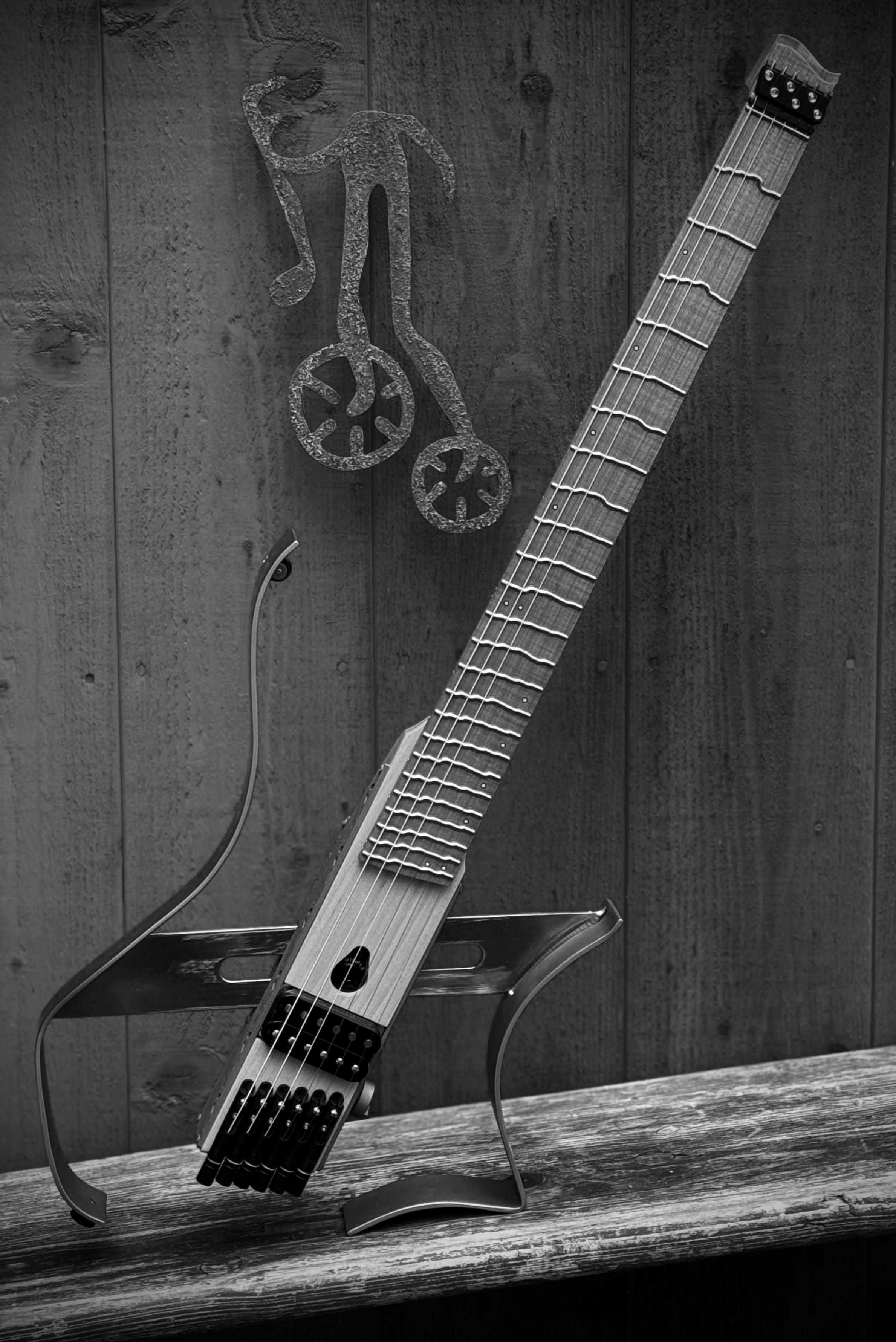
Strandberg Meloria - Travelguitar

Tillsammans med den svenska tillverkaren Strandberg Guitars har Andreas utvecklat en elgitarr, främst anpassad för resande behov. En generell utmaning för instrument är känsligheten mot förändringar i luftfuktighet och temperatur. Därför är gitarren, som heter Meloria, främst byggd i titan och kompositmaterial. Ett mål med utvecklingen var att gitarren snabbt och enkelt kan komprimeras för att ta mindre plats under resor. Resultatet är en gitarr med ramkonstruktion med yttermått likvärdigt en vanlig gitarr i utfällt läge. I komprimerat format tar den inte större plats än storleken av en vanlig gitarrhals och centrumstocken för mekanik och mikrofon. Gitarren som introducerades på Namm 2024 produceras i Sverige.